# 兵庫県立尼崎北高等学校
兵庫県立尼崎北高等学校（ひょうごけんりつあまがさききたこうとうがっこう）は、兵庫県尼崎市塚口町に所在する県立高等学校。

## 概要
設立当初は、商業科・普通科併設であったが、1956年（昭和31年）第5回卒業式で53名の卒業生を出したのを最後に商業科が廃止され、以降普通科のみの設置となっている。通称「尼北（あまきた）」、「北高（きたこう）」。
「自主・自律・愛情・協調」の校風のもと、環境学習を行う環境類型の設置をはじめ、風力発電装置や雨水貯蔵タンクの設置など、「エコスクール」「地球、地域とつながる尼北」を目指している。

## 設置学科
- 全日制課程
  - 普通科
    - 文理型
    - 環境類型（国際環境類型・環境科学類型）

環境類型は1年次のみ特別編成クラスで、2年次に文理型と合同クラス編成になり、文I型、文II型、理型に分かれる。また、2年次からスーパークラスが設置される。

## 特色
昭和40年代には学園紛争が起こり、大学生らの応援によって校舎封鎖、考査ボイコットなどもあった。その後、教員・同窓会役員と生徒が毎日のように話し合い、服装の自由化、選択ゼミ、生徒心得を廃止して生徒自ら生徒憲章を作るなどの自由を獲得した。現在でも制服がなく、女子用のブレザー、男子用の学ランが標準服としてある。始業式、終業式、卒業式などの式典では標準服を着用するが、普段は私服が認められている。

### 大人形
学校行事も盛んで、特に文化祭「北高祭」ではシンボルとなる「大人形」を玄関上に飾っている。2006年には、兵庫国体のキャラクター「はばタン」を作り上げた。2007年には今までとは条件の違う仮移転先で「スパイダーマン」を作り上げ伝統を守った。2018年には、anzen漫才の「みやぞん」を作った。2019年で大人形は50体目となる。2年生が中心となって作成している。

### 選択科目
環境教育の実践I・II、環境倫理学（特色選抜で入学した生徒のみ受講する。）
現代社会を考える、手話点字ゼミ、生涯体育、音楽ゼミ、美術ゼミ、書道ゼミ、英語表現、発達と保育、地球惑星科学、生命と地球環境、ソルフェージュ、映像メディア表現、被服製作、栄養、見せるコンピュータ、教養数学、生活科学など幅広い選択科目がある。

### 部活動
野球部はセンバツ4回と夏の甲子園1回の合わせて5度甲子園に出場している。水球部は全国大会に出場経験があり、2006年（平成18年）度は全国高校総体（大阪）に出場し、国体（兵庫）では兵庫チームの中心となり、6位入賞の原動力となった。2008年（平成20年）度も全国高校総体（埼玉）に出場し、国体（大分）では兵庫チームの中心として、8位入賞に大きく貢献した。

## 沿革
- 1922年
  - 3月31日 - 尼崎北高の前身のひとつである私立中外商業学校が、大阪市北区玉江町（現在の大阪市北区中之島5丁目）に設立された。「中外」という言葉は「international」の日本語訳としてあてたもの。
  - 4月1日 - 尼崎北高のもうひとつの前身である琴浦女学校が、裁縫教授を目的とする私立技芸館として尼崎市大物町に設立された。
- 1925年 - 塚口土地株式会社が土地5,000坪、阪急電鉄の小林一三社長が25,000円を寄付するなど篤志家の好意もあり、現在地の尼崎市塚口町に中外商業学校の新校舎を建設、移転。
- 1936年 - 琴浦女学校が、市内開明町に移転するとともに琴浦女子実習学校へ校名変更。
- 1948年 - 私立中外商業学校は中外商業高等学校に、琴浦女子実習学校は琴浦女子高等学校にそれぞれ校名を変更。
- 1951年
  - 4月 - 両校が合併し尼崎市立北高等学校開校。
  - 10月1日 - 尼崎市から兵庫県へと移管、兵庫県立尼崎北高等学校発足。
- 1958年9月10日 - 本館鉄筋校舎第1期工事竣工。以後、1967年まで5期にわたって本館工事が行われる。
- 1966年3月31日 - 体育館兼講堂竣工。
- 1971年3月8日 - 生徒部室工事竣工。
- 1979年3月31日 - 特別教室等（新館）、体育準備室竣工。
- 1980年3月31日 - 格技場竣工。
- 1991年3月30日 - 新プール竣工。
- 2004年3月25日 - 体育館改修工事竣工に伴い雨水利用システムを導入。
- 2005年3月 - 校舎耐震化計画校に指定され、旧・兵庫県立武庫荘高等学校跡地へ移転することが発表される。
- 2006年
  - 2月 - 本館校舎等の改築が決定される。
  - 12月 - 旧・武庫荘高校跡地へ移転。
- 2008年12月 - 元の敷地に戻る。

## 主な卒業生
- 三木武夫（第66代内閣総理大臣、徳島県立商業学校から転入）
- 市川晃（住友林業社長、経済同友会副代表幹事、地方制度調査会会長）
- 難波啓一（大阪大学栄誉教授）
- 西村清和（東京大学名誉教授、國學院大學教授）
- 北野祐次（関西スーパーマーケット創業者）
- 杉浦美香（ジャーナリスト、著作家）
- 八月真澄（ミュージカル）
- 紙ふうせん（フォークデュオ）
- 坂田信弘（ゴルフ）
- 徳田尚美（女優）
- 桂米團治（落語家）
- じゅんいちダビッドソン（お笑いタレント）
- 松本隆博（会社役員、システムエンジニア）
- 桂かい枝（落語家）
- 竹内郁夫（ドラマー、コンポーザー）
- 仲宣明（ボクシング）
- 賀集利樹（俳優）
- 神谷早矢佳（声優）
- 多田容子（作家）
- 東多江子（脚本家）
- 石井武夫（野球）
- 鈴木圭一郎（野球）
- 瓦谷嘉宏(野球）
- 岡本佳男（高分子化学者）
- 村谷嘉則（映画監督）
- 門澤清太（テレビプロデューサー）
- 佐山雅弘（ジャズピアニスト）
- 大谷晃（柔道）